# フルーツループ
フルーツループ（Froot Loops）はアメリカ合衆国（米国）のミシガン州に本社を置く多国籍食品メーカーのケロッグが製造・販売しているシリアル食品のブランドである。日本発売時の商品名では「フルーツ」を冠しているが"Fruit Loops"の表記は誤り。

## 解説
リング状に成型されたシリアルに様々な色を着けているが、色ごとにフレーバーを変えている訳ではなく全て同じ味である。1963年の発売当初からの配色は赤、黄、橙の3色で1990年代に緑、青、紫が追加されて合計6色になったが、イギリスなど製造工場によっては原料調達の都合で色数が米国製のものより少ない場合があり、日本の現行商品では青と紫を抜いた4色となっている。
米国では1963年の発売時からトゥカン・サム（Toucan Sam）がマスコットに使用されている。日本では2年後の1965年にフルーツポン（Fruit Pon）が前年に発売されたシュガーポンのアレンジ製品として登場し、フルーツループとの違いとして赤はチェリー、黄色はレモン、橙色はオレンジと色ごとにフレーバーを変えていた。
日本ではフルーツポンが1976年に販売終了となった後、2002年に改めて米国と同じ形状のフルーツループが発売された。2020年からは「ユニコーン フルーツループ」の商品名で、トゥカン・サムでなくユニコーンを描いたパッケージデザインにより再発売されている。国によってはユニコーンの他に"Mermaid froot loops"や"Baby Shark Froot Loops"が期間限定商品に加えられていた。
韓国では《후루트링》（フルーツリング）の商品名で販売されているが、日本でも2000年代後半に「フルーツループ」からこの商品名へ改称していた時期がある。

### トゥカン・サム

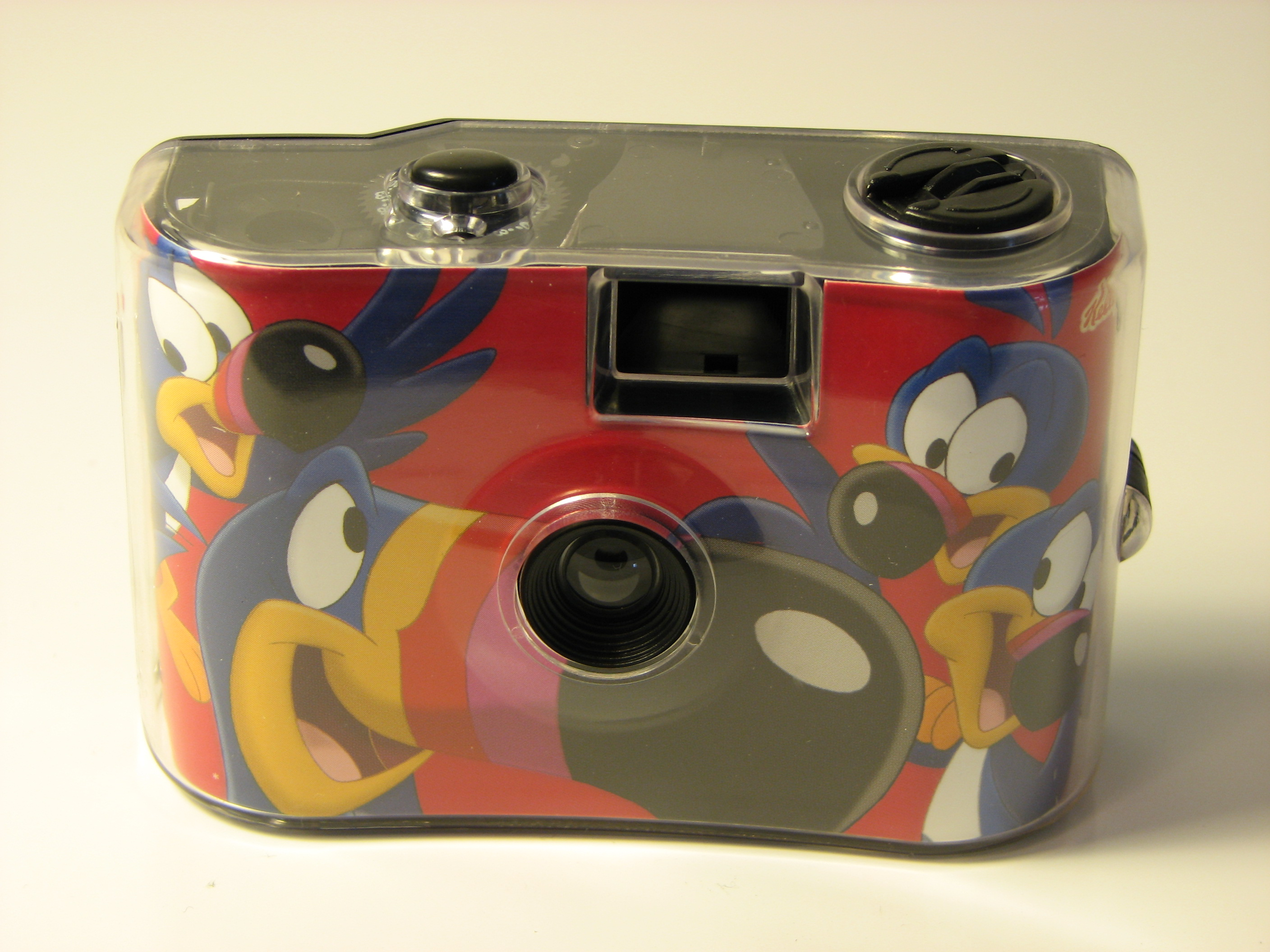
トゥカン・サムを外装にデザインしたカメラ

1963年に米国でフルーツループが発売されて以来マスコットに使用されているトゥカン・サム（Toucan Sam）はカラフルな嘴を持ったオオハシで、日本では1965年から1976年までフルーツポンのマスコットに起用された後、2002年からフルーツループのマスコットとして再登場した。
日本国外では現役で使用されており、コーンフロスティ（Frosted Frakes）とフルーツループとの詰め合わせ商品なども販売されている。2021年には、メディコムトイが他のケロッグキャラクターとセットでサムのフィギュアを発売した。